# ラスベガス・ファーストクラスの旅
『ラスベガス・ファーストクラスの旅』は、浜田雅功、内藤剛志、袴田吉彦のアルバム。

## 概説
- テレビ朝日系バラエティ番組『人気者でいこう!』で、浜田雅功、内藤剛志、袴田吉彦の3人が順番に視聴者から公募した曲でCDデビューをし、3人のシングルがオリコンシングルチャートで合わせて50位以内に入ればラスベガス・ファーストクラスの旅がプレゼントされ、入らなければ連帯責任で全員が丸坊主にされるという企画の中で生まれた作品である。
- シングル3曲はそれぞれ袴田が18位、内藤が26位、浜田が4位を記録し丸坊主は免れるも、ご褒美のラスベガス・ファーストクラスの旅は旅行ではなくアルバムのタイトルだったというオチであった。
- 本作にはデビュー時の3曲に加え、公募の中から新たに選ばれた『Flower』『あかんたれ』『いい』の3曲、アルバム用に新規に作られた『終わらない旅』の1曲が収録されている。

## 曲目
1. 本トの気持ち(4:40) / 唄：袴田吉彦
  - 作詞・作曲：里見匡一 / 編曲：鈴木俊介
袴田吉彦のデビューシングル。
2. 夢の続き(4:59) / 唄：内藤剛志
  - 作詞・作曲：永井修 / 編曲：Bluz
内藤剛志のデビューシングル。
3. 幸せであれ(4:12) / 唄：浜田雅功
  - 作詞・作曲：新堂敦士 / 編曲：鈴木俊介
ソロ名義では2枚目となる浜田雅功のシングル。
4. Flower(3:55) / 唄：袴田吉彦
  - 作詞・作曲：中島晃 / 編曲：鈴木俊介
5. あかんたれ(5:19) / 唄：内藤剛志
  - 作詞：りあん / 作曲：有坂光弘 / 編曲：川上明彦
6. いい(4:49) / 唄：浜田雅功
  - 作詞・作曲：丸山努 / 編曲：鈴木俊介
7. 終わらない旅(4:39) / 唄：浜田雅功・内藤剛志・袴田吉彦
  - 作詞・作曲：新堂敦士 / 編曲：鈴木俊介